# AMD Athlon 64 X2
L'AMD Athlon 64 X2 (o AMD Athlon X2) és el primer processador dual core per equips domèstics fabricat per AMD. Es tracta d'un processador que conté 2 nuclis d'Athlon 64 units en un mateix circuit (die) amb un controlador lògic addicional. Els nuclis comparteixen un mateix controlador de memòria dual-channel, estan basats amb el model "E-stepping" del Athlon 64 i, depenent de quin model es tractin, equipen una memòria cau L2 de 512 o 1024 Kib i integren les instruccions SSE3 (amb l'excepció de certs punts circumscrits a l'arquitectura dels Intel).
El juny del 2007 AMD va presentar versions de baix voltatge anomenades Athlon X2.

## Dual core
Per a més informació, consulteu Dual core
El principal benefici d'un equip de doble nucli és la capacitat de gestionar majors peticions d'aplicacions al mateix temps. Aquesta habilitat d'iniciar diferents peticions de manera simultània s'anomena TLP (thread-level parallelism). Per tant, un processador Athlon 64 X2 dobla el TLP d'un Athlon 64.
No obstant això, és necessari que els programes estiguin adaptats. Programes relacionats amb la codificació de música i vídeos, i essencialment programes de "rendering" professionals. De fet, programes que requereixin un ús intens del TLP solen ser més aplicacions de servidors o workstation que en un equip d'escriptori.
Centrant-nos en el mercat de consum, els X2 milloren el rendiment respecte dels Athlon 64 originals, sobretot en programari adaptat pel TLP. L'increment global de prestacions entre un Athlon 64 3800+ i un Athlon 64 X2 3800+ és d'un 10%. La diferència entre aquest últim i l'Athlon 64 X2 5000+ és aproximadament un 40%. Aquestes diferències tan mínimes es poden deure que moltes aplicacions actuals segueixen sent dissenyades per equips de nucli únic; en el moment que apareguin aplicacions adaptades a aquests nous sistemes la diferència entre els nuclis únics i els doble nucli s'incrementarà.

## Cost de producció
El fet de tenir 2 nuclis implica un increment de transistors. Les versions amb 1 Mb de memòria cau L2 i 90 nm tenien una mida de 219 mm² i 243 milions de transistors. En canvi, l'Athlon 64 equivalent era de 103.1 mm² i 164 milions de transistors. En canvi, les noves versions de 65 nm del Athlon 64 X2 tenen la memòria cau L2 de 512 kb, reduint-se la seva mida a 118 mm² i quedant-se amb 221 milions de transistors; el seu homònim de nucli únic es queda amb 77,2 mm² i 122 milions de transistors. Com a resultat, una àrea de silici més gran havia de ser sense defectes. Aquests mides requereixen un procés de fabricació més complex. Aquest fet provoca que l'X2 sigui més car de produir respecte de la versió de nucli únic.
A mitjans de juny del 2006, AMD establí que no fabricaria cap Athlon 64 (a excepció dels FX) amb una memòria cau L2. Això provocà que únicament una petita quantitat d'Athlon 64 X2 per Sòcol AM2 amb una L2 d'1 Mb van ser produïts (models 4000+, 4400+, 4800+ i 5200+). Els models amb memòria cau L2 de 512 kb (3800+, 4200+, 4600+ i 5000+) van ser produïts en majors quantitats.

## Canvi de nomenclatures
La nova línia de productes van canviar el seu PR (performance rating) emprat anteriorment.
| Sèrie de processadors           | Indicador |
| ------------------------------- | --------- |
| Phenom quad-core (Agena)        | 9         |
| Phenom triple-core (Toliman)    | 8         |
| Athlon dual-core (Kuma)         | 6         |
| Athlon single-core (Lima)       | 1         |
| Sempron LE single-core (Sparta) | 1         |

## Models d'Athlon 64 X2

### Manchester (90 nmSOI)
- CPU-Stepping: E4
- Memòria cau L1: 64 + 64 KiB (Data + Instructions), per nucli
- Memòria cau L2: 256, 512 KiB fullspeed, per nucli
- MMX, Extended 3DNow!, SSE, SSE2, SSE3, AMD64, Cool'n'Quiet, NX Bit
- Socket 939, HyperTransport (1000 MHz, HT1000)
- VCore: 1.35 V - 1.4 V
- Consum energètic (TDP): 89 Watt
- Primera presentació: 1 d'agost, 2005
- Velocitat rellotge: 2000 - 2400 MHz
  - 256 KiB L2-Cache:
    - 3600+: 2000 MHz

  - 512 KiB L2-Cache:
    - 3800+: 2000 MHz
    - 4200+: 2200 MHz
    - 4600+: 2400 MHz (110 Watt TDP)

### Toledo (90 nmSOI)
- CPU-Stepping: E6
- Memòria cau L1: 64 + 64 KiB (Data + Instructions), per nucli
- Memòria cau L2: 512 or 1024 KiB fullspeed, per nucli
- MMX, Extended 3DNow!, SSE, SSE2, SSE3, AMD64, Cool'n'Quiet, NX Bit
- Socket 939, HyperTransport (1000 MHz, HT1000)
- VCore: 1.35 V - 1.4 V
- Consum energètic (TDP): 
  - 89 Watt: 3800+, 4200+ and 4400+
  - 110 Watt: 4400+, 4600+ and 4800+
- Primera presentació: 21 d'abril, 2005
- Velocitat rellotge: 2000 - 2400 MHz
  - 512 KiB L2-Cache:
    - 3800+: 2000 MHz
    - 4200+: 2200 MHz
    - 4600+: 2400 MHz

  - 1024 KiB L2-Cache:
    - 4400+: 2200 MHz
    - 4800+: 2400 MHz

### Windsor (90 nmSOI)
- CPU-Stepping: F2, F3
- Memòria cau L1: 64 + 64 KiB (Data + Instructions), per nucli
- Memòria cau L2: 256, 512 or 1024 KiB fullspeed, per nucli
- MMX, Extended 3DNow!, SSE, SSE2, SSE3, AMD64, Cool'n'Quiet, NX Bit, AMD Virtualization
- Socket AM2, HyperTransport (1000 MHz, HT1000)
- VCore: 1.25 V - 1.35 V
- Consum energètic (TDP): 35 Watt (3800+ EE SFF), 65 Watt (3600+ to 5200+ EE), 89 Watt (3800+ to 6000+), 125 Watt (6000+ to 6400+)
- Primera presentació: 23 de maig, 2006
- Velocitat rellotge: 2000 MHz - 3200 MHz
  - 256 KiB L2-Cache:
    - 3600+: 2000 MHz

  - 512 KiB L2-Cache: (often mislabeled as Brisbane core)
    - 3800+: 2000 MHz
    - 4200+: 2200 MHz
    - 4600+: 2400 MHz (F2&F3)
    - 5000+: 2600 MHz (F2&F3)
    - 5400+: 2800 MHz (F3)

  - 1024 KiB L2-Cache:
    - 4000+: 2000 MHz
    - 4400+: 2200 MHz
    - 4800+: 2400 MHz
    - 5200+: 2600 MHz (F2&F3)
    - 5600+: 2800 MHz (F3)
    - 6000+: 3000 MHz (F3)
    - 6400+: 3200 MHz (F3)

### Brisbane (65 nmSOI)
- CPU-Stepping: G1, G2
- Memòria cau L1: 64 + 64 KiB (Data + Instructions), per nucli
- Memòria cau L2: 512 KiB fullspeed, per nucli
- MMX, Extended 3DNow!, SSE, SSE2, SSE3, AMD64, Cool'n'Quiet, NX Bit, AMD Virtualization
- Socket AM2, HyperTransport (1000 MHz, HT1000)
- VCore: 1.25 V - 1.35 V
- Die Size: 126 mm²
- Consum energètic (TDP): 65 Watt
- Primera presentació: 5 de desembre, 2006
- Velocitat rellotge: 1900 MHz - 3000 MHz
  - 3600+: 1900 MHz
  - 4000+: 2100 MHz
  - 4200+: 2200 MHz (G1&G2)
  - 4400+: 2300 MHz (G1&G2)
  - 4600+: 2400 MHz (G2)
  - 4800+: 2500 MHz (G1&G2)
  - 5000+: 2600 MHz (G1&G2)
  - 5200+: 2700 MHz (G1&G2)
  - 5400+: 2800 MHz (G2)
  - 5600+: 2900 MHz (G2)
  - 5800+: 3000 MHz (G2)

## Models d'Athlon X2
'64' va ser suprimit per les sèries Brisbane 'BE'; la campanya de "64-bit" que AMD havia iniciat feia temps ja no tenia massa sentit un cop tots els processadors del mercat domèstic eren de 64-bit.

### Brisbane (65 nmSOI)
- CPU-Stepping: G1, G2
- Memòria cau L1: 64 + 64 KiB (Data + Instructions), per nucli
- Memòria cau L2: 512 KiB fullspeed, per nucli
- MMX, Extended 3DNow!, SSE, SSE2, SSE3, AMD64, Cool'n'Quiet, NX Bit, AMD Virtualization
- Socket AM2, HyperTransport (1000 MHz, HT1000)
- VCore: 1.15 V - 1.20 V
- Die Size: 118 mm²
- Consum energètic (TDP): 45 Watt
- Primera presentació: 1 de juny, 2007
- Velocitat rellotge: 1900 MHz - 2500 MHz
  - BE-2300: 1900 MHz
  - BE-2350: 2100 MHz (G1&G2)
  - BE-2400: 2300 MHz (G2)
  - 4050e: 2100 MHz (G2)
  - 4450e: 2300 MHz (G2)
  - 4850e: 2500 MHz (G2)